# ماساتو فوروکاوا
ماساتو فوروکاوا (انگلیسی: Masato Furukawa؛ زادهٔ ۲۳ سپتامبر ۱۹۹۵) بازیکن فوتبال اهل ژاپن است.